# Sequel (album)
Sequel – drugi studyjny album polskich zespołów muzycznych JWP oraz Bez Cenzury. Premiera odbyła się 16 października 2015 roku. Wydawnictwo ukazało się nakładem wytwórni RHW Records. Wśród gości pojawili się Jeżozwierz, Kokot OV, Sean Price oraz Tede i Numer Raz jako Warszafski Deszcz.
Pierwszy singel zatytułowany „Wild Style” został wydany 9 września 2015 roku. Gościnnie wystąpił Sean Price i to jemu był poświęcony ten utwór, bowiem raper zmarł 8 sierpnia 2015 roku w wieku 43 lat. Drugi utwór pt. „Iceman” promujący płytę ukazał się 15 września 2015 roku.

## Lista utworów
Źródło.
1. „Intro” – Falcon1
2. „Iceman” – muzyka: Szczur, słowa: Ero, Kosi, Łajzol, Siwers, gramofony: Falcon1 & DJ Def
3. „Matematyk” – muzyka: Szczur słowa: Ero, Kosi, Ero, gramofony: Falcon1
4. „Szaman” – muzyka: TMK słowa: Kosi, Siwers, Łajzol, Ero
5. „Happy People” – muzyka: Szczur, słowa: Kosi, Łajzol, Siwers, gramofony: Falcon1, trąbka: Korzeń
6. „Atomy” – muzyka: Szczur, słowa: Siwers, Łajzol, Kosi, Ero, gramofony: Falcon1, instrumenty klawiszowe: Mr. Krime, chórki: M.Solarz
7. „Dawaj milion remix” (gości. Warszafski Deszcz), muzyka: Siwers, słowa: Łajzol, Ero, Numer Raz, TEDE, Siwers, Kosi, gramofony: DJ Tuniziano
8. „Wild Style” (gości. Sean Price) – muzyka: Siwers, słowa: Ero, Siwers, Sean Price, Kosi, Łajzol, gramofony: Falcon1
9. „Pół człowiek pół mikrofon” (gości. Jeżozwierz) – muzyka: Szczur słowa: Siwers, Kosi, Jeżozwierz, Ero, Łajzol, gramofony: Falcon1
10. „Fatamorgana” muzyka: Night Marks Electric Trio, słowa: Łajzol, Siwers, Kosi, gramofony: Falcon1
11. „Jesteśmy wszędzie” – muzyka: TMK, słowa: Kosi, Siwers, Łajzol, Ero, gramofony: Falcon1
12. „Stres skit” – muzyka: Szczur, słowa: Łajzol, Siwers, Kosi, gramofony: Falcon1, klawiszowe: Mr. Krime
13. „Zły” (gości. Kokot OV) – muzyka: Szczur, słowa: Kosi, Kokot, Ero, gramofony: Falcon1, trąbka: Korzeń
14. „Klimat” – muzyka: The Returners, słowa: Kosi, Siwers, Łajzol, Ero, gramofony: The Returners
15. „Spacer” – muzyka: Szczur, słowa: Kosi, Siwers, Łajzol gramofony: Falcon1 & Kebs
16. „Hazard” – muzyka: White House, słowa: Ero, Siwers, Kosi, Łajzol, gramofony: Falcon1
17. „Nosferapu” – muzyka: Szczur, słowa: Siwers, Łajzol, gramofony: DJ Noriz
18. „Outro” – Falcon1